# آب‌سنگ مرجانی میدوی
'آبسنگ مرجانی میدوی (Midway Atoll) یا آبسنگ میدوی واقع در اقیانوس آرام شمالی نزدیک به شمالغربی مجمع الجزایر هاوایی، در حد یک سوم مسیر مابین هونولولو و توکیو واقع شده‌است و متعلق به ایالات متحده است.

## تاریخ
در سال ۱۸۵۹ توسط کاپیتان ان. سی. میدل بروکس N.C. Middlebrooks کشف شد.

## جزایر
جزایر آبسنگ میدوی متشکل از چهار جزیره زیر است:
- جزیره ماسه
- جزیره شرقی
- جزیره اسپیت
- جزیره کوچک ماسه

## نگارخانه

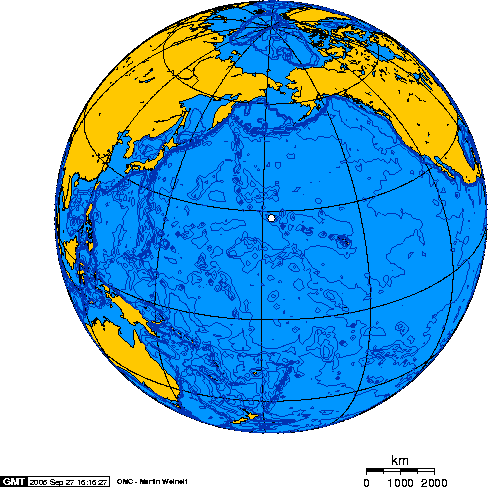
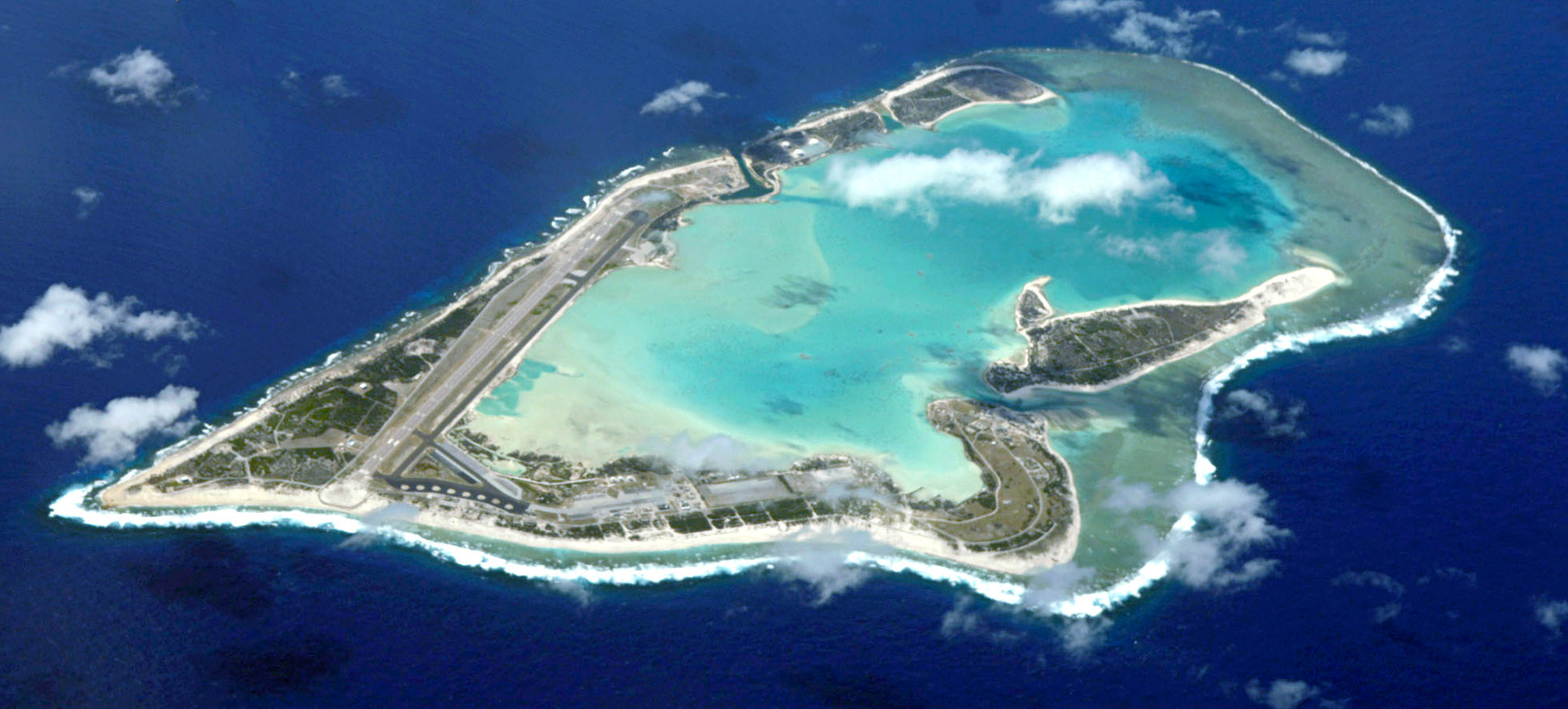
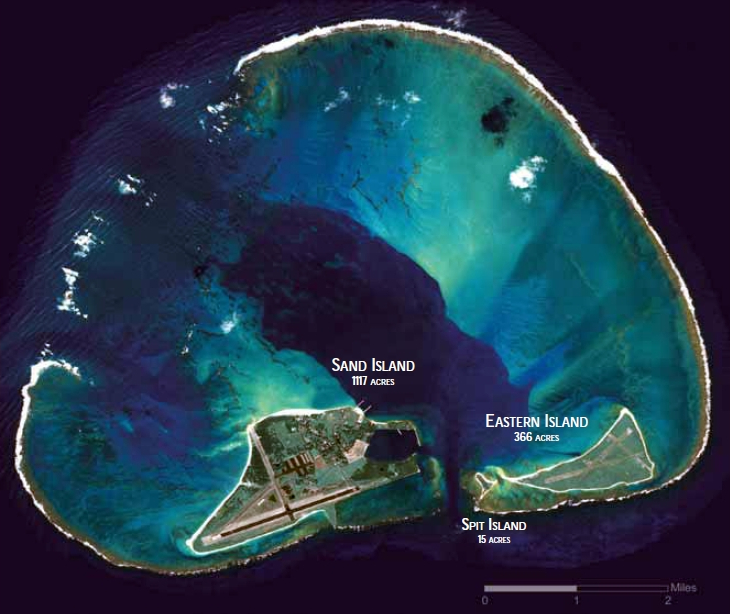